# 第66回全国高等学校野球選手権大会
第66回全国高等学校野球選手権大会（だい66かいぜんこくこうとうがっこうやきゅうせんしゅけんたいかい）は、1984年（昭和59年）8月8日から8月21日までの14日間にかけて、阪神甲子園球場で行われた全国高等学校野球選手権大会である。

## 概要
決勝戦では取手二が2連覇をめざすPL学園を下し、茨城県勢として初の優勝を果たした。PL学園は甲子園での連勝が16でストップした。また、大会14日間のすべての日に本塁打が記録された（史上初）。

## 代表校
| 東日本   | 東日本     | 東日本         |
| 地方大会 | 代表校     | 出場回数       |
| -------- | ---------- | -------------- |
| 北北海道 | 広尾       | 初出場         |
| 南北海道 | 北海       | 13年ぶり28回目 |
| 青森     | 弘前実     | 5年ぶり2回目   |
| 岩手     | 大船渡     | 初出場         |
| 秋田     | 金足農     | 初出場         |
| 山形     | 日大山形   | 2年連続7回目   |
| 宮城     | 東北       | 2年ぶり13回目  |
| 福島     | 学法石川   | 2年連続3回目   |
| 茨城     | 取手二     | 3年ぶり4回目   |
| 栃木     | 足利工     | 2年ぶり5回目   |
| 群馬     | 高崎商     | 7年ぶり8回目   |
| 埼玉     | 上尾       | 5年ぶり4回目   |
| 山梨     | 東海大甲府 | 2年ぶり3回目   |
| 千葉     | 拓大紅陵   | 初出場         |
| 東東京   | 日大一     | 11年ぶり7回目  |
| 西東京   | 法政一     | 23年ぶり2回目  |
| 神奈川   | 桐蔭学園   | 13年ぶり2回目  |
| 長野     | 篠ノ井     | 初出場         |
| 新潟     | 新潟南     | 初出場         |
| 富山     | 高岡商     | 2年ぶり10回目  |
| 石川     | 星稜       | 2年ぶり7回目   |
| 静岡     | 浜松商     | 4年ぶり6回目   |
| 愛知     | 享栄       | 16年ぶり5回目  |
| 岐阜     | 県岐阜商   | 2年ぶり15回目  |
| 三重     | 明野       | 2年ぶり3回目   |

| 西日本   | 西日本     | 西日本        |
| 地方大会 | 代表校     | 出場回数      |
| -------- | ---------- | ------------- |
| 福井     | 福井商     | 3年ぶり6回目  |
| 滋賀     | 長浜       | 初出場        |
| 京都     | 京都西     | 初出場        |
| 奈良     | 智弁学園   | 2年ぶり5回目  |
| 和歌山   | 箕島       | 2年連続7回目  |
| 大阪     | PL学園     | 2年連続8回目  |
| 兵庫     | 明石       | 24年ぶり5回目 |
| 岡山     | 岡山南     | 2年連続3回目  |
| 鳥取     | 境         | 2年ぶり4回目  |
| 広島     | 広島商     | 4年連続19回目 |
| 島根     | 益田東     | 初出場        |
| 山口     | 柳井       | 12年ぶり7回目 |
| 香川     | 三本松     | 初出場        |
| 愛媛     | 松山商     | 6年ぶり20回目 |
| 徳島     | 徳島商     | 3年ぶり13回目 |
| 高知     | 明徳義塾   | 初出場        |
| 福岡     | 福岡大大濠 | 3年ぶり2回目  |
| 佐賀     | 唐津商     | 11年ぶり3回目 |
| 長崎     | 海星       | 8年ぶり12回目 |
| 熊本     | 鎮西       | 3年ぶり4回目  |
| 大分     | 別府商     | 初出場        |
| 宮崎     | 都城       | 2年ぶり5回目  |
| 鹿児島   | 鹿児島商工 | 2年ぶり4回目  |
| 沖縄     | 沖縄水産   | 初出場        |

## 試合結果

### 1回戦
| 試合日  | 試合順  | 勝利     | スコア | 敗戦     | 備考     |
| ------- | ------- | -------- | ------ | -------- | -------- |
| 8月8日  | 第1試合 | 桐蔭学園 | 3 - 1  | 福井商   |          |
| 8月8日  | 第2試合 | 別府商   | 3x - 2 | 星稜     |          |
| 8月8日  | 第3試合 | 海星     | 5 - 4  | 学法石川 |          |
| 8月9日  | 第1試合 | 鎮西     | 3 - 1  | 高崎商   |          |
| 8月9日  | 第2試合 | 長浜     | 4 - 3  | 大船渡   |          |
| 8月9日  | 第3試合 | 浜松商   | 9 - 8  | 智弁学園 |          |
| 8月9日  | 第4試合 | 明徳義塾 | 11 - 2 | 県岐阜商 |          |
| 8月10日 | 第1試合 | 金足農   | 6 - 3  | 広島商   |          |
| 8月10日 | 第2試合 | 東北     | 8 - 2  | 柳井     |          |
| 8月10日 | 第3試合 | 日大一   | 3 - 2  | 益田東   |          |
| 8月10日 | 第4試合 | PL学園   | 14 - 1 | 享栄     |          |
| 8月11日 | 第1試合 | 上尾     | 4 - 3  | 徳島商   | 延長10回 |
| 8月11日 | 第2試合 | 法政一   | 1x - 0 | 境       | 延長10回 |
| 8月11日 | 第3試合 | 松山商   | 13 - 0 | 高岡商   |          |
| 8月11日 | 第4試合 | 沖縄水産 | 4 - 0  | 篠ノ井   |          |
| 8月12日 | 第1試合 | 都城     | 7 - 1  | 足利工   |          |
| 8月12日 | 第2試合 | 明石     | 5 - 3  | 北海     | 延長11回 |

### 2回戦
| 試合日  | 試合順  | 勝利       | スコア | 敗戦     | 備考     |
| ------- | ------- | ---------- | ------ | -------- | -------- |
| 8月12日 | 第3試合 | 唐津商     | 9 - 0  | 弘前実   |          |
| 8月13日 | 第1試合 | 福岡大大濠 | 5 - 4  | 明野     |          |
| 8月13日 | 第2試合 | 岡山南     | 7 - 1  | 日大山形 |          |
| 8月13日 | 第3試合 | 鹿児島商工 | 5 - 0  | 拓大紅陵 |          |
| 8月13日 | 第4試合 | 取手二     | 5 - 3  | 箕島     |          |
| 8月14日 | 第1試合 | 東海大甲府 | 9 - 2  | 三本松   |          |
| 8月14日 | 第2試合 | 新潟南     | 4x - 3 | 京都西   | 延長11回 |
| 8月14日 | 第3試合 | 明徳義塾   | 6 - 0  | 広尾     |          |
| 8月14日 | 第4試合 | PL学園     | 9 - 1  | 明石     |          |
| 8月15日 | 第1試合 | 金足農     | 5 - 3  | 別府商   |          |
| 8月15日 | 第2試合 | 松山商     | 4 - 0  | 浜松商   |          |
| 8月15日 | 第3試合 | 桐蔭学園   | 6 - 0  | 海星     |          |
| 8月15日 | 第4試合 | 都城       | 7 - 4  | 長浜     |          |
| 8月16日 | 第1試合 | 鎮西       | 2 - 1  | 沖縄水産 |          |
| 8月16日 | 第2試合 | 法政一     | 5 - 3  | 上尾     |          |
| 8月16日 | 第3試合 | 東北       | 2 - 1  | 日大一   |          |

### 3回戦
| 試合日  | 試合順  | 勝利       | スコア | 敗戦       | 備考     |
| ------- | ------- | ---------- | ------ | ---------- | -------- |
| 8月17日 | 第1試合 | 取手二     | 8 - 1  | 福岡大大濠 |          |
| 8月17日 | 第2試合 | PL学園     | 9 - 1  | 都城       |          |
| 8月17日 | 第3試合 | 金足農     | 6 - 4  | 唐津商     |          |
| 8月17日 | 第4試合 | 鹿児島商工 | 2 - 0  | 桐蔭学園   |          |
| 8月18日 | 第1試合 | 新潟南     | 4 - 2  | 明徳義塾   |          |
| 8月18日 | 第2試合 | 松山商     | 12 - 5 | 東海大甲府 |          |
| 8月18日 | 第3試合 | 岡山南     | 5 - 2  | 東北       |          |
| 8月18日 | 第4試合 | 鎮西       | 2 - 1  | 法政一     | 延長10回 |

### 準々決勝
| 試合日  | 試合順  | 勝利   | スコア | 敗戦       |
| ------- | ------- | ------ | ------ | ---------- |
| 8月19日 | 第1試合 | 鎮西   | 5 - 2  | 岡山南     |
| 8月19日 | 第2試合 | 取手二 | 7 - 5  | 鹿児島商工 |
| 8月19日 | 第3試合 | PL学園 | 2 - 1  | 松山商     |
| 8月19日 | 第4試合 | 金足農 | 6 - 0  | 新潟南     |

### 準決勝
| 試合日  | 試合順  | 勝利   | スコア | 敗戦   |
| ------- | ------- | ------ | ------ | ------ |
| 8月20日 | 第1試合 | 取手二 | 18 - 6 | 鎮西   |
| 8月20日 | 第2試合 | PL学園 | 3 - 2  | 金足農 |

### 決勝
|        | 1 | 2 | 3 | 4 | 5 | 6 | 7 | 8 | 9 | 10 | R | H  | E |
| ------ | - | - | - | - | - | - | - | - | - | -- | - | -- | - |
| 取手二 | 2 | 0 | 0 | 0 | 0 | 0 | 2 | 0 | 0 | 4  | 8 | 12 | 2 |
| PL学園 | 0 | 0 | 0 | 0 | 0 | 1 | 0 | 2 | 1 | 0  | 4 | 9  | 1 |

1. （取）：石田、柏葉、石田 - 中島
2. （Ｐ）：桑田、清水哲 - 清水孝
3. 本塁打
（取）：吉田、中島
（Ｐ）：清水哲
4. 審判
［球審］布施
［塁審］永野・本郷・西大立目
5. 試合時間：2時間24分

| 取手二 | 取手二   | 取手二          |
| 打順   | 守備     | 選手            |
| ------ | -------- | --------------- |
| 1      | [遊]     | 吉田剛（3年）   |
| 2      | [二]     | 佐々木力（3年） |
| 3      | [左]     | 下田和彦（3年） |
| 4      | [一]     | 桑原淳也（3年） |
| 5      | [捕]     | 中島彰一（3年） |
| 6      | [投]右投 | 石田文樹（3年） |
| 7      | [右]     | 平岡武志（3年） |
|        | 投右     | 柏葉勝己（3年） |
| 8      | [中]     | 塙博貴（3年）   |
| 9      | [三]     | 小菅勲（3年）   |

| PL学園 | PL学園 | PL学園          |
| 打順   | 守備   | 選手            |
| ------ | ------ | --------------- |
| 1      | [右]投 | 清水哲（3年）   |
| 2      | [二]   | 松本康宏（3年） |
| 3      | [中]   | 鈴木英之（3年） |
| 4      | [一]   | 清原和博（2年） |
| 5      | [投]右 | 桑田真澄（2年） |
| 6      | [三]   | 北口正光（3年） |
| 7      | [左]   | 黒木泰典（2年） |
|        | 打左   | 岩田徹（3年）   |
| 8      | [捕]   | 清水孝悦（3年） |
|        | 打     | 中島丈雄（3年） |
| 9      | [遊]   | 旗手浩二（3年） |

## 大会本塁打
1回戦
- 第1号：竹内俊也（桐蔭学園）
- 第2号：大久保孝昭（桐蔭学園）
- 第3号：種村健（海星）
- 第4号：近内通泰（学法石川）
- 第5号：野辺地達也（智弁学園）
- 第6号：内山克仁（浜松商）
- 第7号：石牧和晃（浜松商）
- 第8号：横田和俊（明徳義塾）
- 第9号：岡村幸仁（明徳義塾）
- 第10号：工藤浩孝（金足農）
- 第11号：松崎洋道（柳井）
- 第12号：清原和博（PL学園）
- 第13号：清原和博（PL学園）
- 第14号：鈴木英之（PL学園）
- 第15号：清原和博（PL学園）[1]
- 第16号：井孝久（上尾）
- 第17号：滝上博文（徳島商）
- 第18号：末野芳樹（法政一）
- 第19号：今井茂樹（松山商）
- 第20号：諸喜田靖（沖縄水産）
- 第21号：隈崎正彦（都城）
- 第22号：矢野秀人（都城）

2回戦
- 第23号：佐藤裕之（日大山形）
- 第24号：時信正登（岡山南）
- 第25号：宮下森（東海大甲府）
- 第26号：塚田和馬（東海大甲府）
- 第27号：岡村幸仁（明徳義塾）
- 第28号：松本康宏（PL学園）
- 第29号：森川充（別府商）
- 第30号：久保良太（松山商）
- 第31号：矢野秀人（都城）
- 第32号：富沢清徳（東北）

3回戦
- 第33号：下田和彦（取手二）
- 第34号：吉田剛（取手二）
- 第35号：山元浩太（都城）
- 第36号：林真道（新潟南）
- 第37号：白石勇二（松山商）
- 第38号：平尾健二（東北）
- 第39号：渋谷浩（法政一）

準々決勝
- 第40号：丸田洋史（鎮西）

準決勝
- 第41号：桑原淳也（取手二）
- 第42号：石田文樹（取手二）
- 第43号：立石幸二（鎮西）
- 第44号：桑田真澄（PL学園）

決勝
- 第45号：吉田剛（取手二）
- 第46号：清水哲（PL学園）
- 第47号：中島彰一（取手二）

## その他の主な出場選手
- 白鳥浩徳（東北）
- 中根仁（東北）
- 佐々木主浩（東北）
- 四條稔（東海大甲府）
- 小川博文（拓大紅陵）
- 志村亮（桐蔭学園）
- 関川浩一（桐蔭学園）
- 湯上谷宏（星稜）
- 鈴木望（星稜）
- 佐野心（浜松商）
- 安田秀之（享栄）
- 前原博之（県岐阜商）

- 嶋田章弘（箕島）
- 杉本正志（箕島）
- 松田和久（境）
- 足立亘（境）
- 酒井光次郎（松山商）
- 広永益隆（徳島商）
- 山本誠（明徳義塾）
- 長谷高成泰（明徳義塾）
- 瀬戸輝信（福岡大大濠）
- 松崎秀昭（鎮西）
- 山野和明（鎮西）
- 田口竜二（都城）
- 田中幸雄（都城）